# Paul Brickman
Paul Brickman (* 23. April 1949 in Chicago, Illinois) ist ein US-amerikanischer Drehbuchautor, Filmregisseur und Filmproduzent.

## Leben und Karriere
Paul Brickman wuchs als Sohn des bekannten Cartoonisten Morrie Brickman (1917–1994) und seiner Frau Shirley († 2009) in dem Chicagoer Vorort Highland Park auf. Er machte seinen Abschluss am Claremont McKenna College im kalifornischen Claremont und begann in den 1970er-Jahren, als Autor zu arbeiten. Seine ersten verfilmten Drehbücher waren 1977 der Sportfilm Die Bären bleiben am Ball, eine Fortsetzung des Filmes Die Bären sind los, und Jonathan Demmes Komödie Flotte Sprüche auf Kanal 9 über eine kleine Radiostation in Nebraska.
Am bekanntesten ist Paul Brickman heute für die Komödie Lockere Geschäfte aus dem Jahr 1983, für die er nicht nur das Drehbuch schrieb, sondern auch als Regisseur seinen Einstand gab. Der Film wurde zu einem großen kommerziellen Erfolg und befeuerte die Karriere seines Hauptdarstellers Tom Cruise. Zudem lobten viele Kritiker die ambitionierte Inszenierung und die satirischen Elemente des Filmes, sodass er auf vielen Kritikerlisten der besten Filme des Jahres landete. Gegen Brickmans Willen wurde allerdings das Ende des Teenagerfilmes von der Produktionsfirma anders als von ihm geplant gestaltet, was ihn verärgerte. Nach Lockere Geschäfte wurde der damals 34-jährige Brickman in Hollywood als vielversprechender Filmemacher gesehen und erhielt zahlreiche hochkarätige Angebote. Er fand den Rummel aber unbehaglich und zog aus Los Angeles weg. Rückblickend erklärte er 2013 in einem Interview, dass er vielleicht mehr aus seiner Karriere hätte machen können, meinte aber auch: „Einige Leute mögen Sichtbarkeit, ich nicht. Ich gehöre eher zur J. D. Salinger-Sorte.“
Erst 1990 trat Brickman wieder als Filmemacher in Erscheinung: In der Tragikomödie Verrückte Zeiten spielt Jessica Lange eine verletzliche Witwe, die mit ihren zwei Söhnen in eine neue Stadt zieht. Der Film erhielt allgemein gute Kritiken, war aber an den Kinokassen kein Erfolg. Danach inszenierte Brickman nur noch im Jahr 2012 den Kurzfilm Allison. In den letzten Jahrzehnten arbeitete er hauptsächlich als Drehbuchautor, unter anderem für Clint Eastwoods Spielfilm Ein wahres Verbrechen von 1999.

## Filmografie (Auswahl)
- 1977: Die Bären bleiben am Ball (The Bad News Bears in Breaking Training) – Drehbuch
- 1977: Flotte Sprüche auf Kanal 9 (Citizens Band) – Drehbuch und Mitproduzent
- 1983: Lockere Geschäfte (Risky Business) – Regie und Drehbuch
- 1983: Das Bombengeschäft (Deal of the Century) – Drehbuch und Mitproduzent
- 1990: Verrückte Zeiten (Men Don't Leave) – Regie und Drehbuch
- 1999: Ein wahres Verbrechen (True Crime) – Drehbuch
- 2001: Uprising – Der Aufstand (Uprising, Fernsehfilm) – Drehbuch
- 2012: Allison (Kurzfilm) – Regie und Drehbuch